# Филип Холм
Филип Холм (швед. Philip Holm — Стокхолм, 8. децембар 1991) професионални је шведски хокејаш на леду који игра на позицијама одбрамбеног играча.
Члан је сениорске репрезентације Шведске за коју је на међународној сцени дебитовао на светском првенству 2017. године. На том првенству Холм је са репрезентацијом освојио и титулу светског првака.

## Каријера
Сениорску каријеру започео је у екипи Јургордена у којој је провео првих 6 сезона. Потом је једну сезону одиграо за Векше лејкерсе, да би 26. маја 2017. поптисао једногодишњи уговор са НХЛ лигашем Ванкувер канаксима.